# گورنو-آلتایسک
گورنو-آلتایسک (به روسی: Го́рно-Алта́йск) (به آلتایی: Туулу Алтай) پایتخت جمهوری آلتایی در جنوب روسیه است.

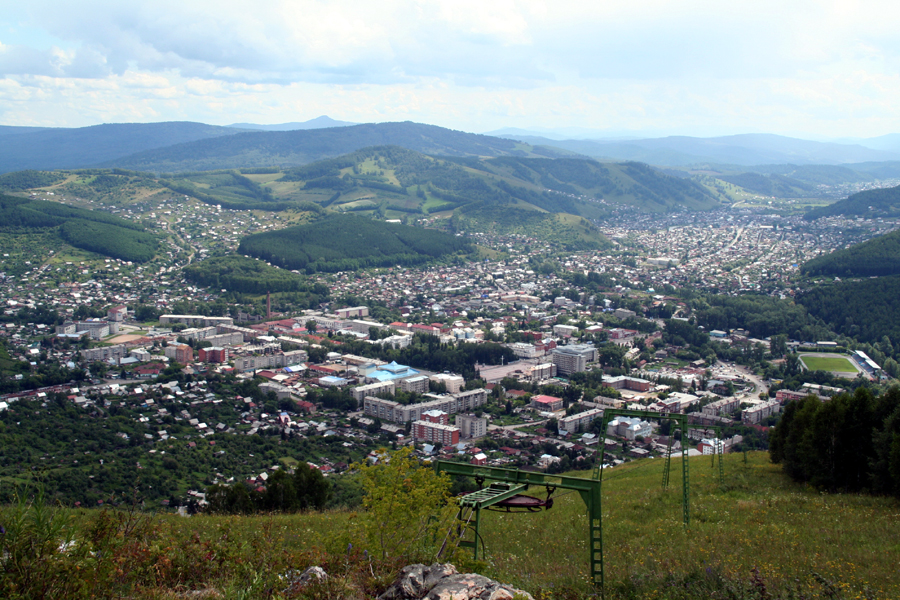
گورنو-آلتایسک.

این شهر در ۳۶۴۱ کیلومتری شرق مسکو واقع شده و جمعیت آن در سال ۲۰۰۲ بالغ بر ۵۳٬۵۳۸ نفر بوده‌است.